# مسجد آجری
مسجد آجری مربوط به دوره قاجار است و در مبارکه، خیابان معتمد، محله اسماعیل ترخان واقع شده و این اثر در تاریخ ۲۸ اسفند ۱۳۸۵ با شمارهٔ ثبت ۱۸۷۶۴ به‌عنوان یکی از آثار ملی ایران به ثبت رسیده است.